# Zorocrates mistus
Zorocrates mistus är en spindelart som beskrevs av Octavius Pickard-Cambridge 1896.
Zorocrates mistus ingår i släktet Zorocrates och familjen Zorocratidae. Inga underarter finns listade i Catalogue of Life.